# José Ponzinibio
José Carlos Ponzinibio (Buenos Aires, 30 maggio 1906 – ...) è stato un calciatore argentino, di ruolo attaccante.
Figlio di emigranti italiani tornati nel Belpaese, fu il fratello maggiore di Franco Ponzinibio.
Partecipò al campionato di Serie A 1930-1931 con la maglia del Milan.